# Agnes Banks
Agnes Banks ist ein ländlicher Ort in New South Wales, Australien.

## Geographie
Nahezu die gesamte Fläche von Agnes Banks wird von Penrith City verwaltet. Der übrige Teil liegt auf dem Bereich der LGA Hawkesbury City. Der Ort ist zudem Teil der Metropolregion Sydney und ist etwa 54 km vom Stadtzentrum entfernt. Mit 64 Einwohnern/km² ist der Ort weniger dicht besiedelt. Der Ort liegt am Fuße der Blue Mountains am Nepean River.

## Demographie
Mit Stand von 2021 hatte Agnes Banks 996 Einwohner, von denen 909 die australische Staatsangehörigkeit besaßen. 60 Personen im Ort waren Aborigines (6,02 %), womit deren Zahl über dem Landesschnitt von 2,92 % lag.
Insgesamt 24 Menschen aus Agnes Banks wurden in England geboren. Weitere Einwohner, die im Ausland geboren wurden, kamen aus Malta (21), Neuseeland (15) und Fidschi (8).
Das Medianalter lag bei 38 Jahren. Das mittlere Einkommen pro Person betrug 953 Australische Dollar, das mittlere Haushaltseinkommen lag bei 2454 AUD, womit es zu den höheren Haushaltseinkommen im landesweiten Vergleich (1746 AUD) zählte.

## Öffentliche Einrichtungen
In Agnes Banks gibt es zwei Parks.